# Houlong
Houlong (後龍鎮S, Hòulóng ZhènP) è un comune di Taiwan, situato nella provincia di Taiwan e nella contea di Miaoli.